# Flaga Falklandów
Flaga Falklandów ma granatowe tło, w kantonie flagę Wielkiej Brytanii oraz herb Falklandów, umieszczony w prawej części flagi. Taka konstrukcja flagi podkreśla zależność Falklandów od Wielkiej Brytanii.

Flaga z lat 1948–1999
Flaga z 1999
Flaga gubernatora